# Текамси (Мичиген)
Текамси (енгл. Tecumseh) град је у америчкој савезној држави Мичиген. По попису становништва из 2010. у њему је живело 8.521 становника.

## Демографија
Према попису становништва из 2010. у граду је живело 8.521 становника, што је 53 (0,6%) становника мање него 2000. године.
| Група             | 2000.         | 2010.         |
| Белци             | 7.999 (93,3%) | 7.926 (93,0%) |
| Афроамериканци    | 16 (0,2%)     | 34 (0,4%)     |
| Азијати           | 59 (0,7%)     | 62 (0,7%)     |
| Хиспаноамериканци | 377 (4,4%)    | 379 (4,4%)    |
| Укупно            | 8.574         | 8.521         |